# Ankaratra (vulkaan)
Ankaratra is een vulkanisch gebied in Madagaskar, gelegen in het Centraal Hoogland. De hoogste berg, de Tsiafajavona is 2.644 meter hoog. Recente uitbarstingen zijn niet bekend.
Tijdens recente activiteit in 1973 zijn in het zuidelijke deel van het gebied een aantal kegels gevormd. Door vroegere uitbarstingen zijn er diverse kratermeren gevormd.
Dieren die in dit gebied voorkomen zijn de vogel Newtonia brunneicauda monticola, de kikkers Blommersia kely, Boophis williamsi, Boophis ankaratra en het knaagdier Monticolomys koopmani.
In dit massief ontspringt de Onive.